# 윌라 캐더

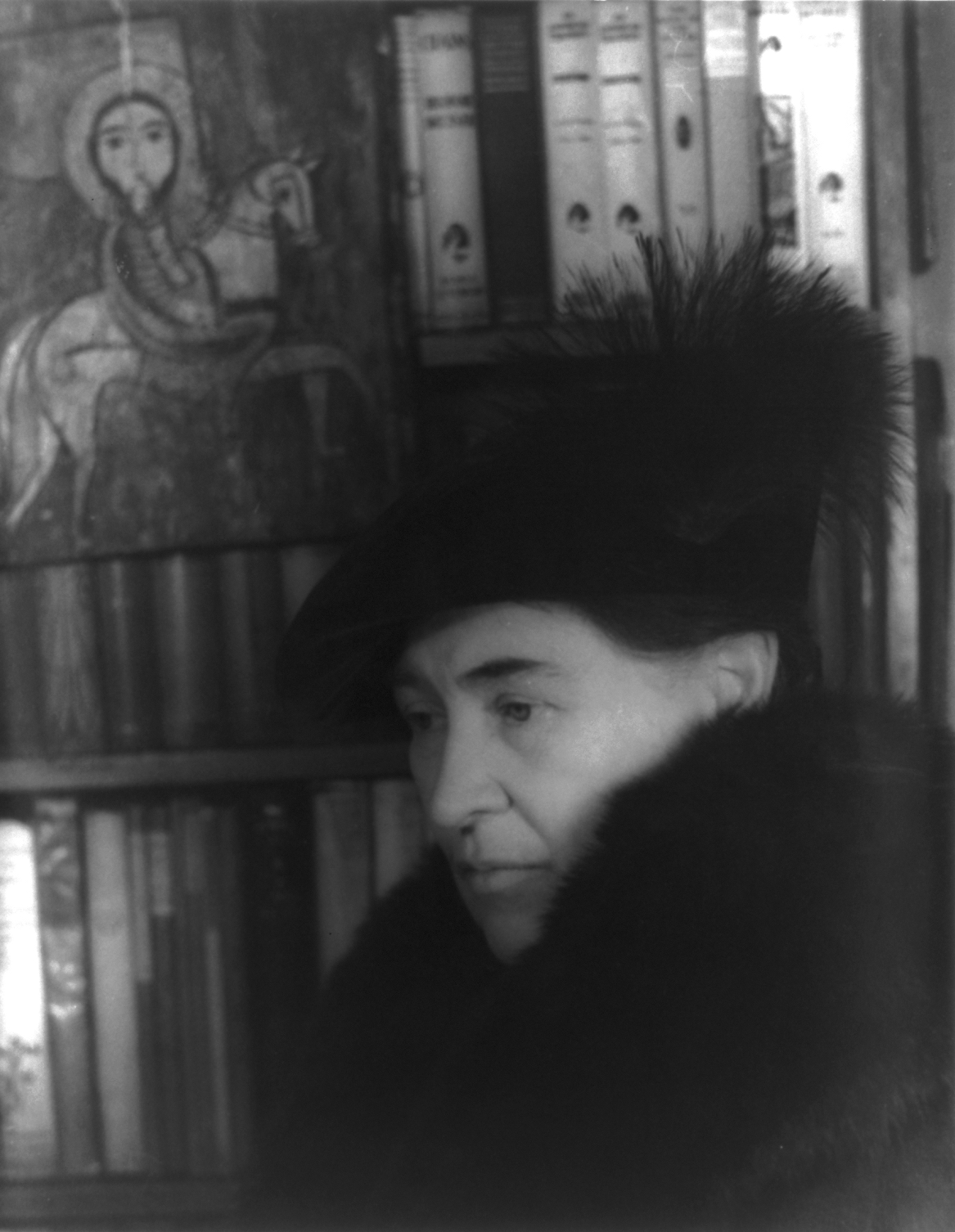
윌라 캐더 (1936)

윌라 캐더(Willa Cather, 1873년~1947년)는 미국의 소설가이다. 버지니아 윈체스터에서 태어나 1883년(10세) 네브래스카로 이주했다. 고교 시절부터 문학에 흥미를 지녀 네브래스카 대학 재학 시절부터 단편 소설이나 극평(劇評)을 썼고, 졸업 후 교사와 잡지 편집을 하면서 시집 <4월의 여명>(1903), <단편집>(1905)을 발간하여 주목을 끌었으며, <오, 개척자여!>로 워튼과 함께 일류 여성 작가로 인정받았다. 그 후 <종달새의 노래>(1915), <나의 안토니오>(1923) 등에서 네브래스카를 무대로, 개척 시대의 희망에 찬 생활과 웅대한 자연을 묘사하고, <교수의 집>(1925), <대사교의 죽음>(1927), <바위 위의 그늘>(1931) 등은 유럽 문명에서 소재를 구해 미국적 야심과 프랑스 문화의 대비에서 탈피, 프랑스적 생활 감정을 묘사함으로써 20세기의 중요한 작가가 되었다.